# Mauritius na Letnich Igrzyskach Olimpijskich 2000
Mauritius na Letnich Igrzyskach Olimpijskich 2000 reprezentowało 20 zawodników, 16 mężczyzn i 4 kobiety.

## Skład kadry

### Badminton
Mężczyźni
- Denis Constantin

gra pojedyncza (odpadł w 1/32 finału)
gra podwójna w parze z Édouard Clarisse (odpadł w 1/32 finału)
- Édouard Clarisse

gra podwójna w parze z Denis Constantin (odpadł w 1/32 finału)
- Stephan Beeharry

gra mieszana w parze z Marie-Hélène Valérie-Pierre (odpadł w 1/32 finału)
Kobiety
- Amrita Sawaram

gra pojedyncza (odpadła w 1/64 finału)
gra podwójna w parze z Marie-Hélène Valérie-Pierre (odpadła w 1/32 finału)
- Marie-Hélène Valérie-Pierre

gra podwójna w parze z Amrita Sawaram (odpadła w 1/32 finału)
gra mieszana w parze z Stephan Beeharry (odpadła w 1/32 finału)

### Boks
Mężczyźni
- Riaz Durgahed

waga kogucia, do 54 kg (odpadł w 1 rundzie)
- Giovanni Michael Frontin

waga lekka, do 60 kg (odpadł w 1 rundzie)
- Michael Macaque

waga superciężka +91 kg (odpadł w 2 rundzie)

### Judo
Mężczyźni
- Jean-Claude Raphaël

### Lekkoatletyka
Mężczyźni
- Stéphan Buckland

bieg na 100 m (odpadł w 2 rundzie eliminacji)
bieg na 200 m (odpadł w półfinale)
sztafeta 4x100 m (odpadli w 1 rundzie eliminacji)
- Eric Milazar

bieg na 400 m (odpadł w 2 rundzie eliminacji)
sztafeta 4x100 m (odpadli w 1 rundzie eliminacji)
- Fernando Augustin

sztafeta 4x100 m (odpadli w 1 rundzie eliminacji)
- Jonathan Chimier

sztafeta 4x100 m (odpadli w 1 rundzie eliminacji)
- Arnaud Casquette

skok w dal (odpadł w kwalifikacjach)
Kobiety
- Caroline Fournier

rzut młotem (odpadła w kwalifikacjach)

### Łucznictwo
Mężczyźni
- Yehya Bundhun

indywidualnie (odpadła w 1/32 finału)

### Pływanie
Mężczyźni
- Christophe Lim Wen Ying

100 m stylem dowolnym (odpadł w eliminacjach)
Kobiety
- Nathalie Lee Baw

100 m stylem dowolnym (odpadła w eliminacjach)

### Podnoszenie ciężarów
Mężczyźni
- Gino Soupprayen Padiatty

kategoria do 56 kg (19. miejsce)

### Tenis stołowy
Mężczyźni
- Patrick Sahajasein